# کبوتر شاهی تاج‌سرخ
کبوتر شاهی تاج‌سرخ یا کبوتر شاهنشاه تاج‌سرخ (نام علمی: Ducula rubricera)، یک گونه پرنده از خانواده کبوتران است و در مجمع الجزایر بیسمارک و مجمع الجزایر جزایر سلیمان یافت می‌شود. زیستگاه طبیعی آن جنگل‌های دشت نمناک نیمه‌گرمسیری یا گرمسیری است.
توسط اتحادیه بین‌المللی حفاظت از طبیعت به عنوان گونه‌ای با کمترین نگرانی طبقه‌بندی شده‌است.